# Акбайтал (приток Мургаба)
Акбайта́л (Тоджруд; тадж. Оқбайтал), в верхнем течении Южный Акбайтал (тадж. Оқбайтали Ҷанубӣ) — река в Таджикистане, в восточном Памире, правый приток реки Мургаб.
Длина — 81 км. Площадь водосбора 1600 км². Количество рек протяжённостью менее 10 км расположенных в бассейне Акбайтал — 438, их общая длина составляет 615 км.
Питание реки ледниково-снеговое. В нижнем течении — пересыхающая река (сухое русло). Берёт начало у перевала Акбайтал, к северу от которого находятся верховья реки Нохид (Северный Акбайтал), между Сарыкольским хребтом и хребтом Маргоб (Музкол). Течёт по территории Мургабского района Горно-Бадахшанской автономной области. Впадает в Мургаб к востоку от посёлка Мургаб у села Конакурган, к востоку от Пшартского хребта. По всей долине проходит Памирский тракт.
Притоки левые: Сари-Пулоб (Тугурекбаши), Кухрудак (Канайтарт), Чокарон (Чакырюл), Пороб (Порджилга).
Притоки правые: Хингобак (Сасыксу), Гурумдех (Гурумды), Хуросон (Белеули), Майдаруд (Микур-Яргичак), Калонруд (Зорярчичак), Гулруд (Чечекты), Восточный Пшарт.